# Got Live If You Want It!
| Recensione | Giudizio |
| ---------- | -------- |
| AllMusic   |          |

Got Live If You Want It! è il primo album live del gruppo rock britannico The Rolling Stones pubblicato nel 1966.

## Storia
Il disco fu il risultato di un obbligo contrattuale degli Stones con il loro distributore americano, la London Records, e la band non rimase troppo contenta del prodotto finito. A causa delle pesanti manipolazioni in studio in fase di post-produzione, l'album venne infatti successivamente disconosciuto dagli stessi Stones, che considerarono come loro primo album dal vivo Get Yer Ya-Ya's Out! del 1970.
All'epoca, il disco non venne pubblicato ufficialmente in Inghilterra; dato che esisteva infatti un EP dallo stesso titolo pubblicato per il mercato britannico nel 1965, con una scaletta dei brani totalmente differente.
Le esibizioni catturate sull'album furono registrate il 1° e il 7 ottobre 1966, a Newcastle upon Tyne e a Bristol, nonostante le note del disco asseriscano erroneamente che esse provengano da un concerto alla Royal Albert Hall. Anche se la band tornò in studio nell'ottobre '66 per correggere varie imperfezioni audio di Got Live If You Want It!, per rimpolpare un po' la scaletta dei brani, furono inserite due incisioni inedite di studio (Fortune Teller del 1963 e I've Been Loving You Too Long del 1965) alle quali furono applicati dei falsi effetti live con sovraincisioni di urla ed applausi del pubblico per creare l'impressione che fossero brani suonati dal vivo.
L'album venne pubblicato negli Stati Uniti in dicembre, quando gli Stones erano ormai prossimi alla conclusione delle sessioni per Between the Buttons. In Gran Bretagna la Decca Records pubblicò l'LP come disco d'importazione cambiandogli il titolo in Have You Seen Your Mother Live!, mentre la King Records Japan lo fece uscire come Hits LIVE.

## Accoglienza
L'album raggiunse la posizione numero 6 nelle classifiche americane.

## Tracce
1. Under My Thumb - 2:54
2. Get Off of My Cloud - 2:54
3. Lady Jane - 3:08
4. Not Fade Away (Holly/Petty) - 2:04
5. I've Been Loving You Too Long (Redding/Butler) - 2:55
6. Fortune Teller (Neville) - 1:57
7. The Last Time - 3:08
8. 19th Nervous Breakdown - 3:31
9. Time Is on My Side (Meade) - 2:49
10. I'm Alright - 2:27
11. Have You Seen Your Mother, Baby, Standing in the Shadow? - 2:19
12. (I Can't Get No) Satisfaction - 3:05

- Note: Fortune Teller e I've Been Loving You Too Long sono le due canzoni originariamente registrate in studio e utilizzate in questo album con delle sovraincisioni sonore del pubblico.

## Formazione
- Mick Jagger – voce, percussioni
- Keith Richards – chitarra, cori
- Brian Jones – chitarra, dulcimer, armonica a bocca, cori
- Bill Wyman – basso, cori
- Charlie Watts – batteria, percussioni, marimba